# Verbena stricta
Verbena stricta là một loài thực vật có hoa trong họ Cỏ roi ngựa. Loài này được Vent. miêu tả khoa học đầu tiên năm 1801.